# Bucculatrix epibathra
Bucculatrix epibathra är en fjärilsart som beskrevs av Edward Meyrick 1934. Bucculatrix epibathra ingår i släktet Bucculatrix och familjen kronmalar. Inga underarter finns listade i Catalogue of Life.